# Sevilla (Valle del Cauca)
Sevilla is een stad in het Colombiaanse departement Valle del Cauca. De gemeente telde 45.142 inwoners in 2015. De stad is vooral bekend als een van de grootste Colombiaanse koffieproducenten en staat nationaal bekend als Koffiehoofdstad van Colombia De originele naam van de nederzetting was San Luis toen het in 1903 door Heraclio Uribe Uribe werd opgericht. Toen de plaats een officiële gemeente werd in 1914 werd de naam veranderd naar Sevilla, vernoemd naar de Spaanse gelijknamige stad. De stad is sinds 2011 opgenomen als UNESCO werelderfgoed.

## Geschiedenis
De nederzetting werd in 1903 gesticht door kolonisten onder leiding van Don Heraclio Uribe Uribe. Tien jaar later werd het gebied officieel erkend als gemeente door het departement Valle del Cauca en kreeg het de naam Sevilla aangewezen. Pompilio Ceballos werd de eerste burgemeester. 
In 1978 werd "La Casa de la Cultura de Sevilla" opgericht, een vereniging die zich inzet voor het inrichten van forums, conferenties, een filmclub, vertoningen van wereldliteratuur en cinematografie (cineart), theaterpresentaties door nationale en internationale groepen. De vereniging heeft sinds 1986 een eigen hoofdkantoor in de stad en verricht belangrijk werk voor het Colombiaanse muzikale en culturele erfgoed.
In 2013 opent de gerenommeerde Colombiaanse galeriehouder en curator Carlos Alberto González op eigen initiatief een Art-Deco huismuseum, met een zeer belangrijke collectie Art Deco-objecten en hedendaagse kunst.

## Geografie
Sevilla ligt in het noord-oosten van het departement Valle del Cauca, ongeveer 150 kilometer ten noord-oosten van Cali, de hoofdstad van het departement. De stad ligt op de westelijke helling van de centrale bergketen Cordillera Central, hierdoor is het grootste deel van de stad bergachtig. De stad ligt ongeveer 1650 meter boven zeeniveau.

## Landbouw
Landbouw is de voornaamste bron van inkomsten van de gemeente. Naast koffie worden er ook citrusvruchten, bananen, suikerriet en mais geteelt. Ook is er een goudmijn. De totale oppervlakte van de koffievelden in Sevilla bedraagt zo'n vijftienduizend hectare.

## Galerij

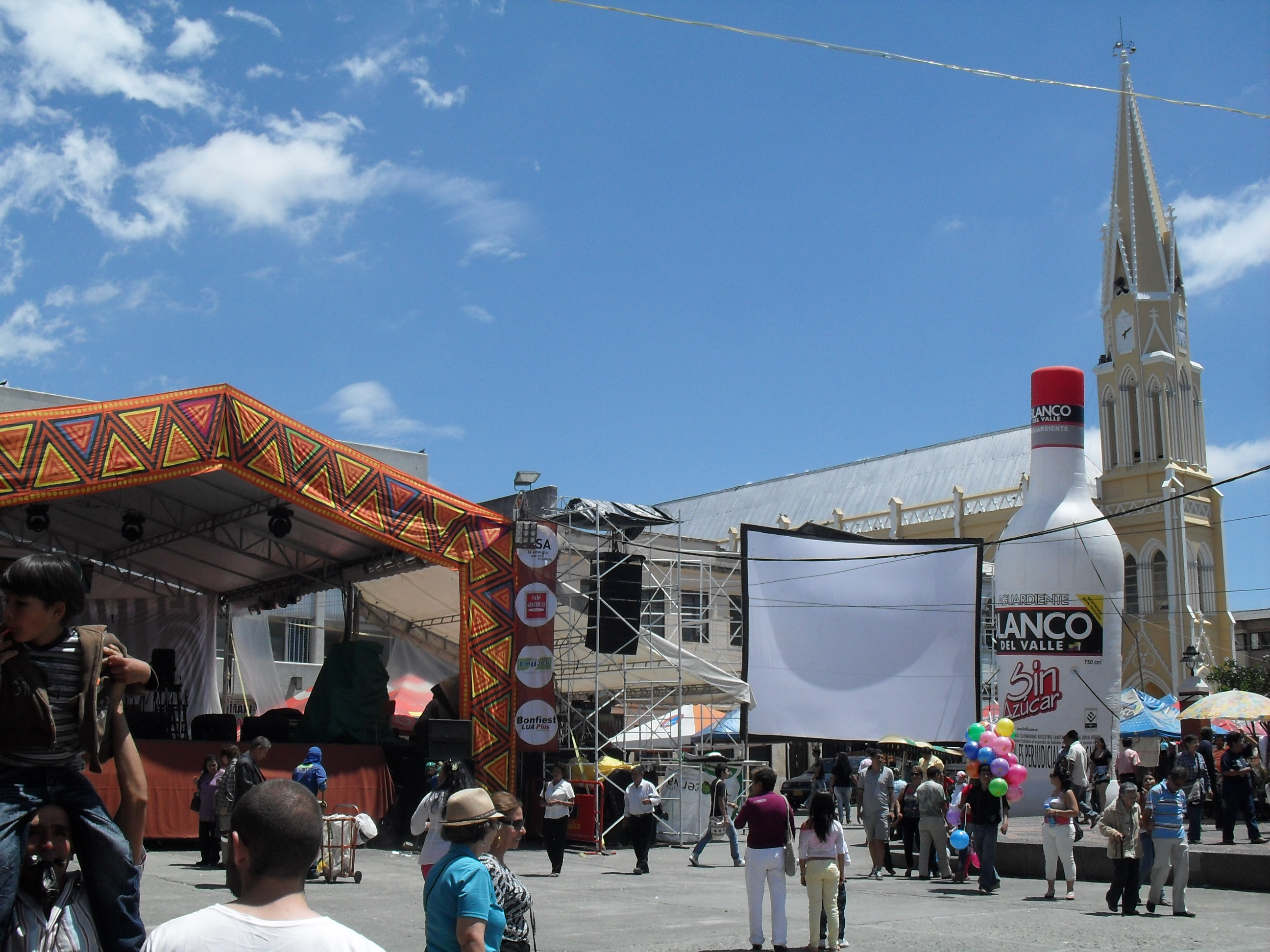
Een festival in het stadscentrum
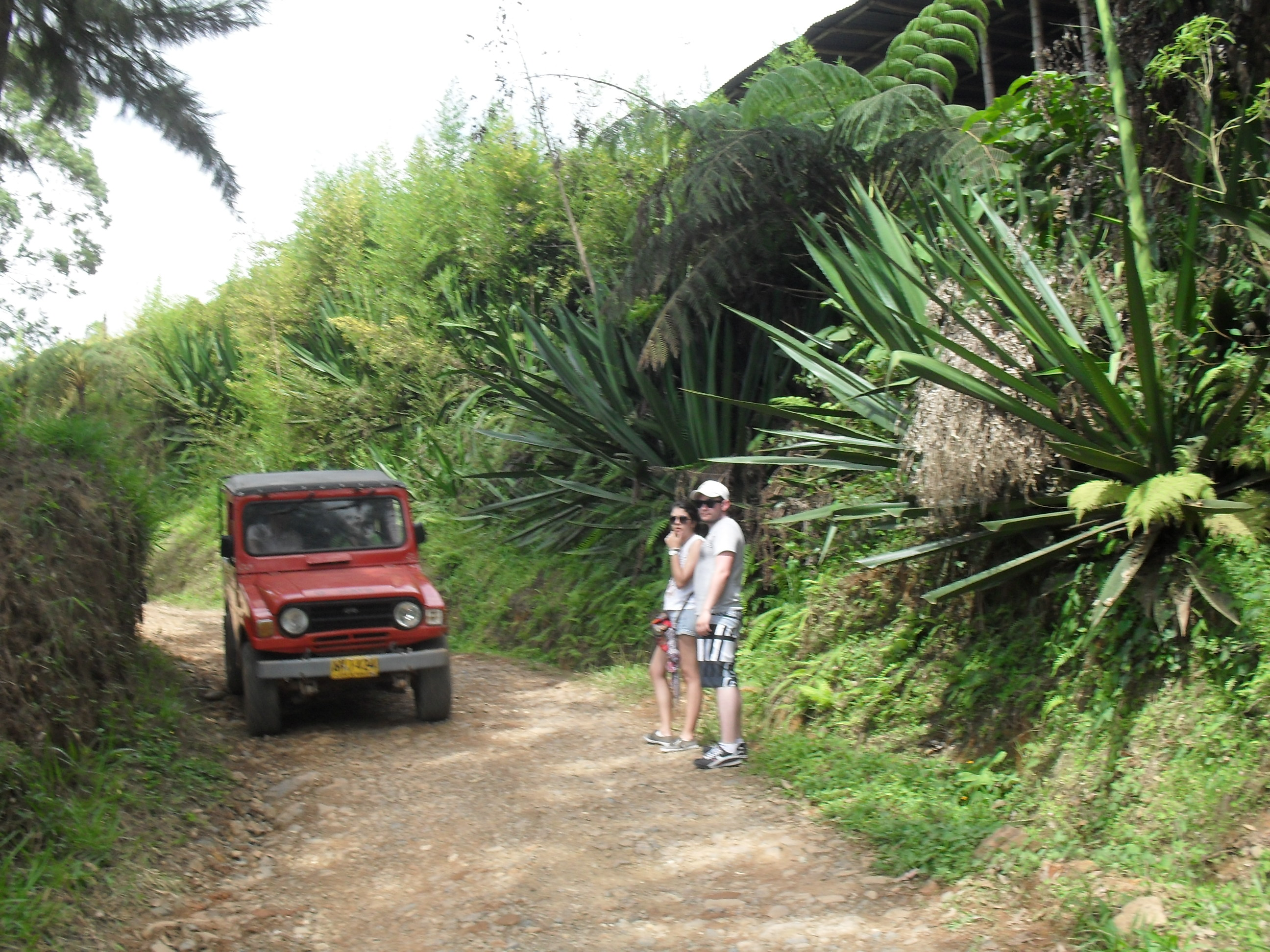
Een weg net buiten de stad
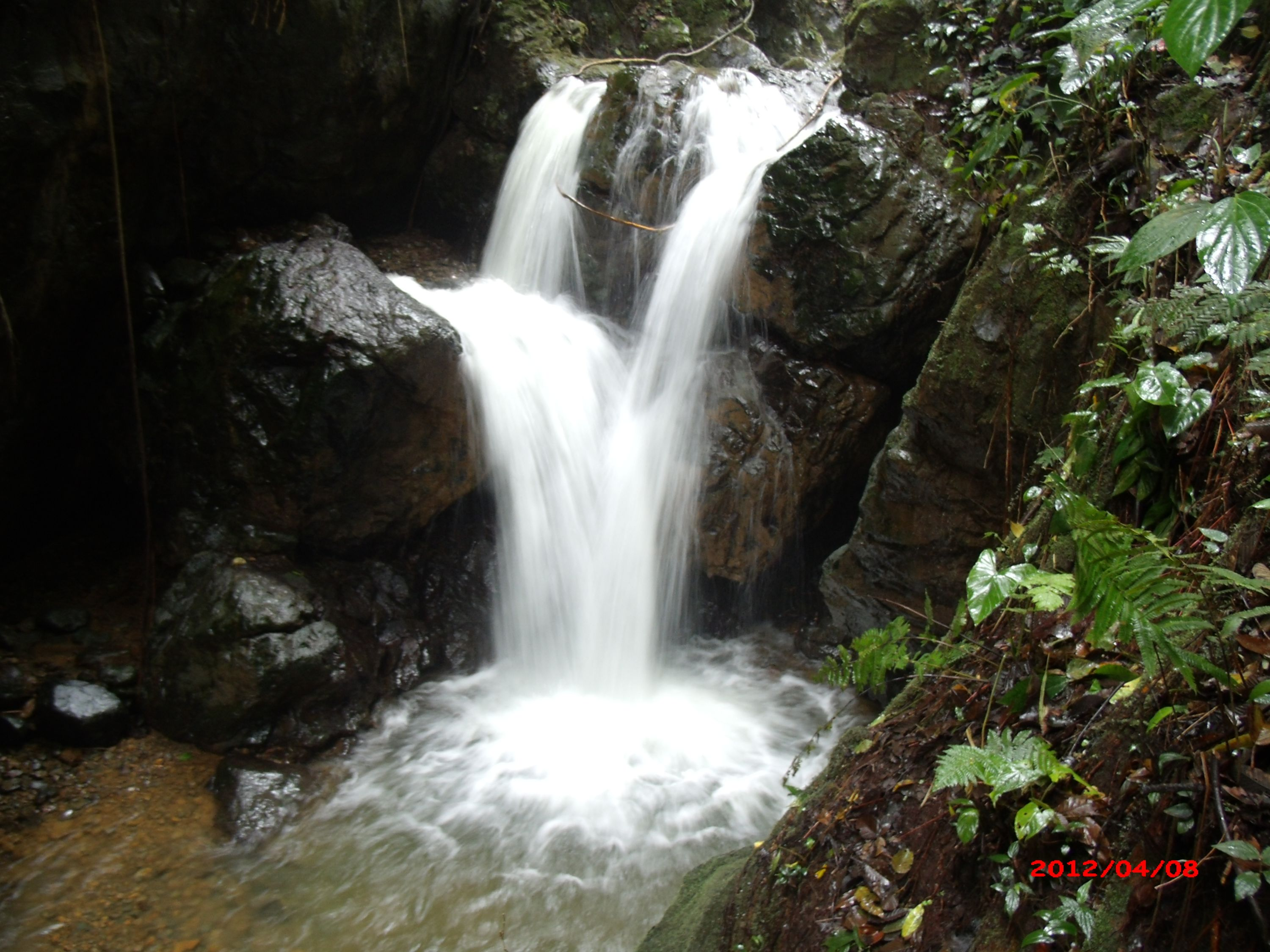
Een lokale waterval
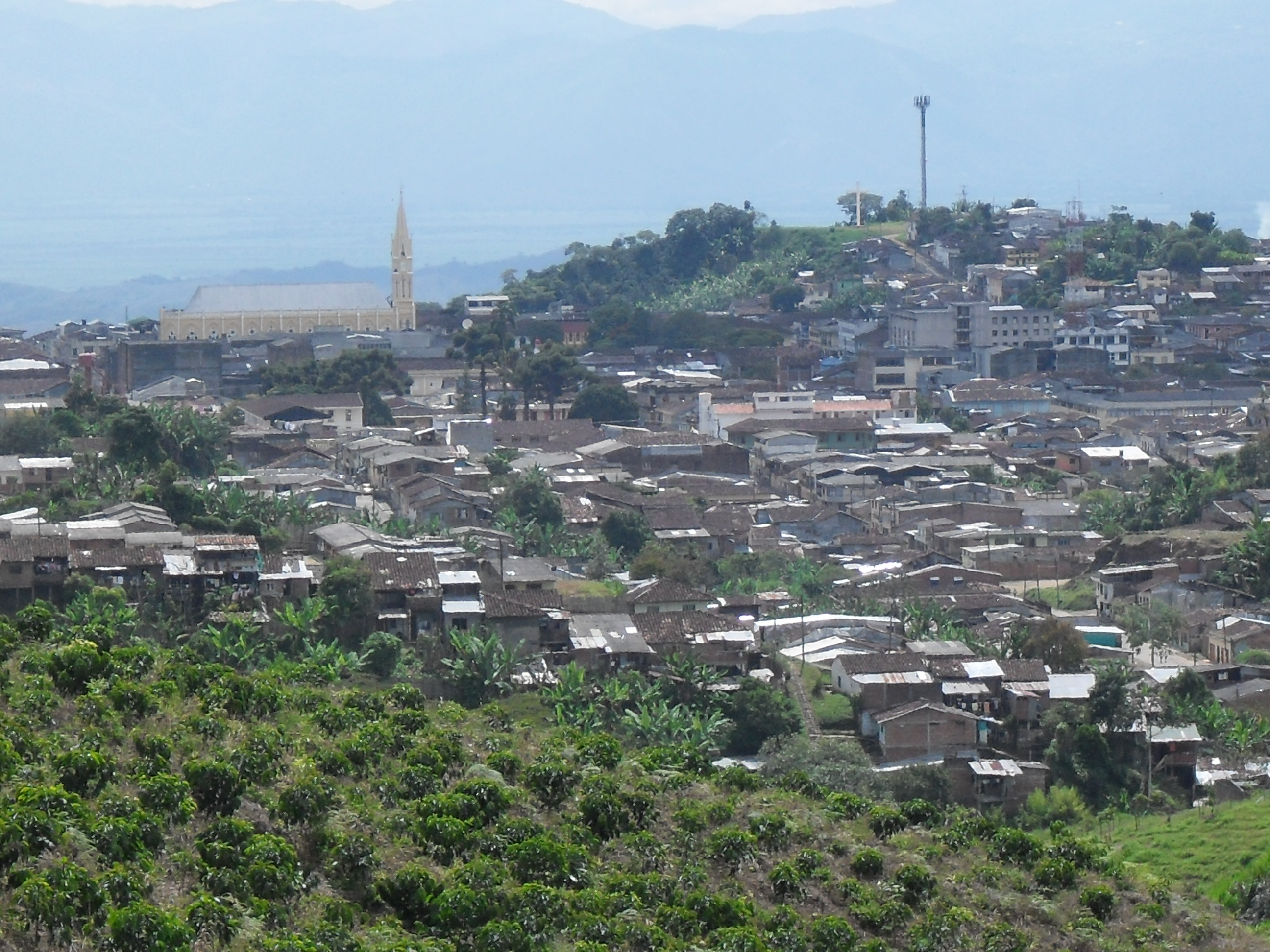
Sevilla gezien vanuit de bergen
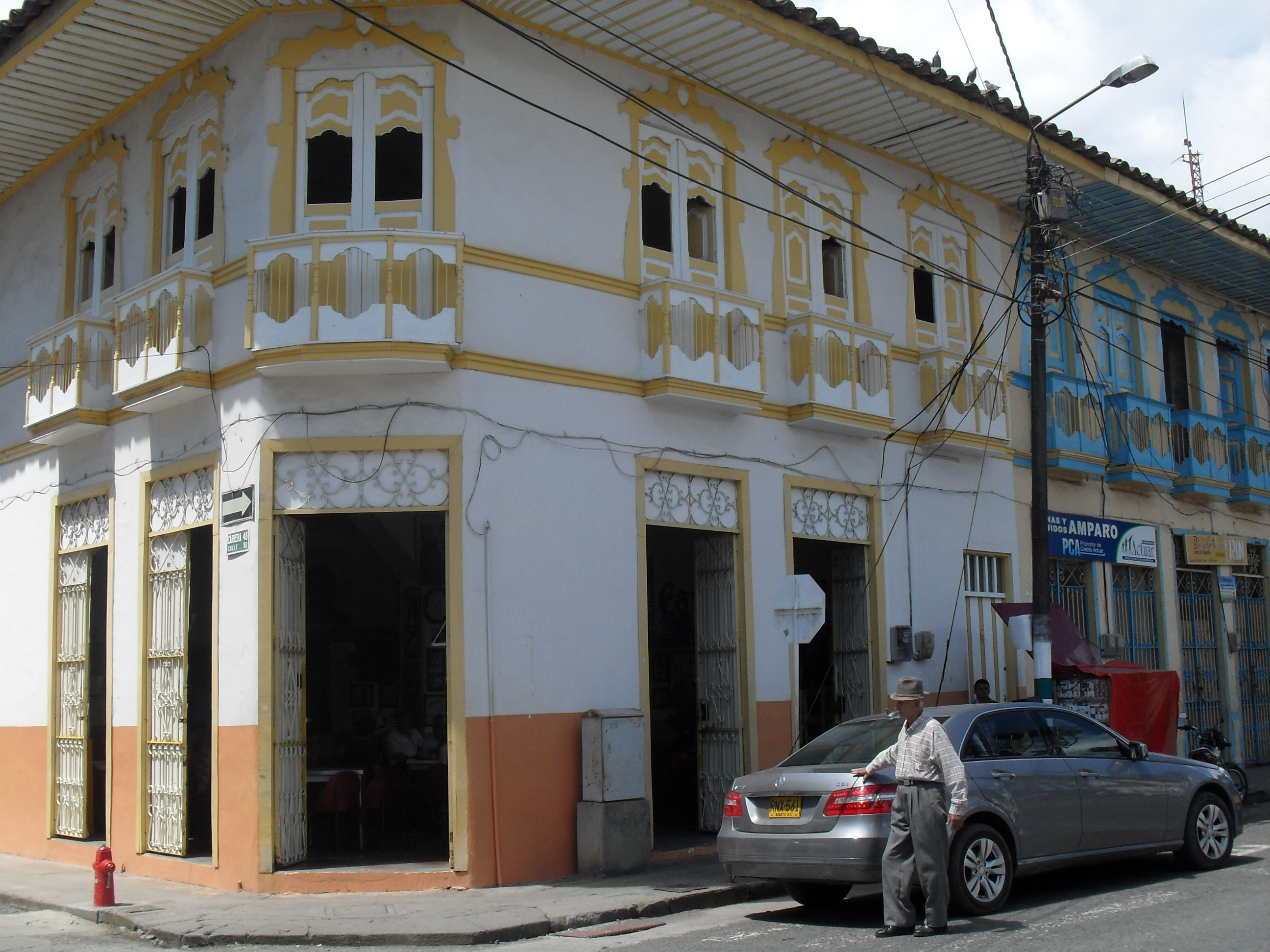
Gebouw in het stadscentrum

Alcalá · Andalucía · Ansermanuevo · Argelia · Bolívar · Buenaventura · Bugalagrande · Caicedonia · Cali · Calima · Candelaria · Cartago · Dagua · El Águila · El Cairo · El Cerrito · El Dovio · Florida · Ginebra · Guacarí · Guadalajara de Buga · Jamundí · La Cumbre · La Unión · La Victoria · Obando · Palmira · Pradera · Restrepo · Riofrío · Roldanillo · San Pedro · Sevilla · Toro · Trujillo · Tuluá · Ulloa · Versalles · Vijes · Yotoco · Yumbo · Zarzal